# گذار بحرانی

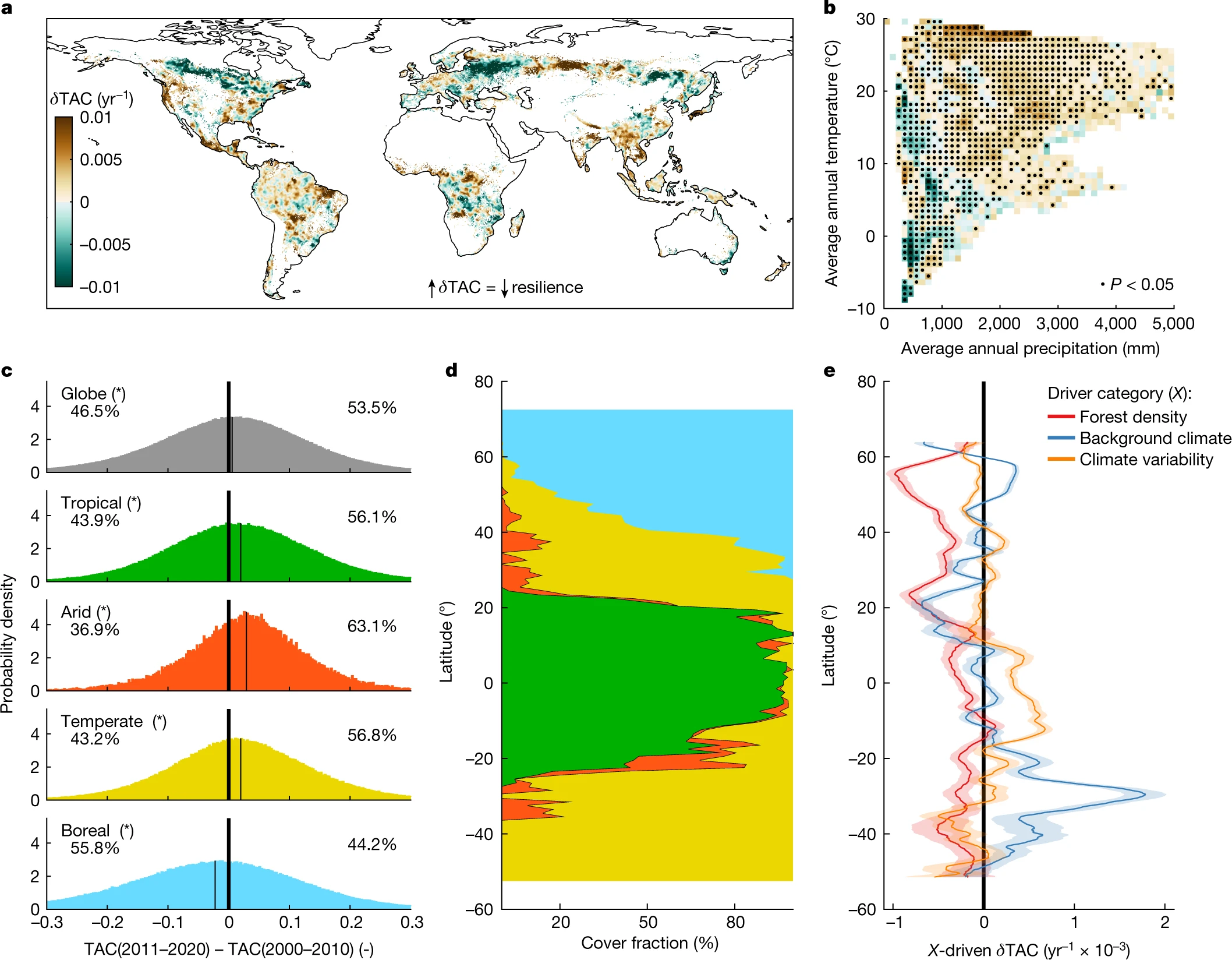
گوناگونی زمانی تاب‌آوری جنگل و پیش‌ران‌های کلیدی آن

گذار بحرانی (به انگلیسی: Critical transition)، جابجایی ناگهانی در وضعیت بوم‌سازگان، آب و هوا، سامانه‌های مالی یا دیگر سامانه‌های پیچیده پویا است که ممکن است زمانی رخ دهد که شرایط در حال تغییر از یک نقطه بحرانی دوشاخه عبور کند. به این ترتیب، آنها نوع خاصی از جابجایی رژیم هستند. بهبودی از چنین تغییرهایی ممکن است به چیزی بیش از یک بازگشت ساده به شرایطی نیاز داشته باشد که در آن یک گذار رخ عادی داده‌است، پدیده‌ای که به نام یسماند (هیسترزیس) شناخته می‌شود.

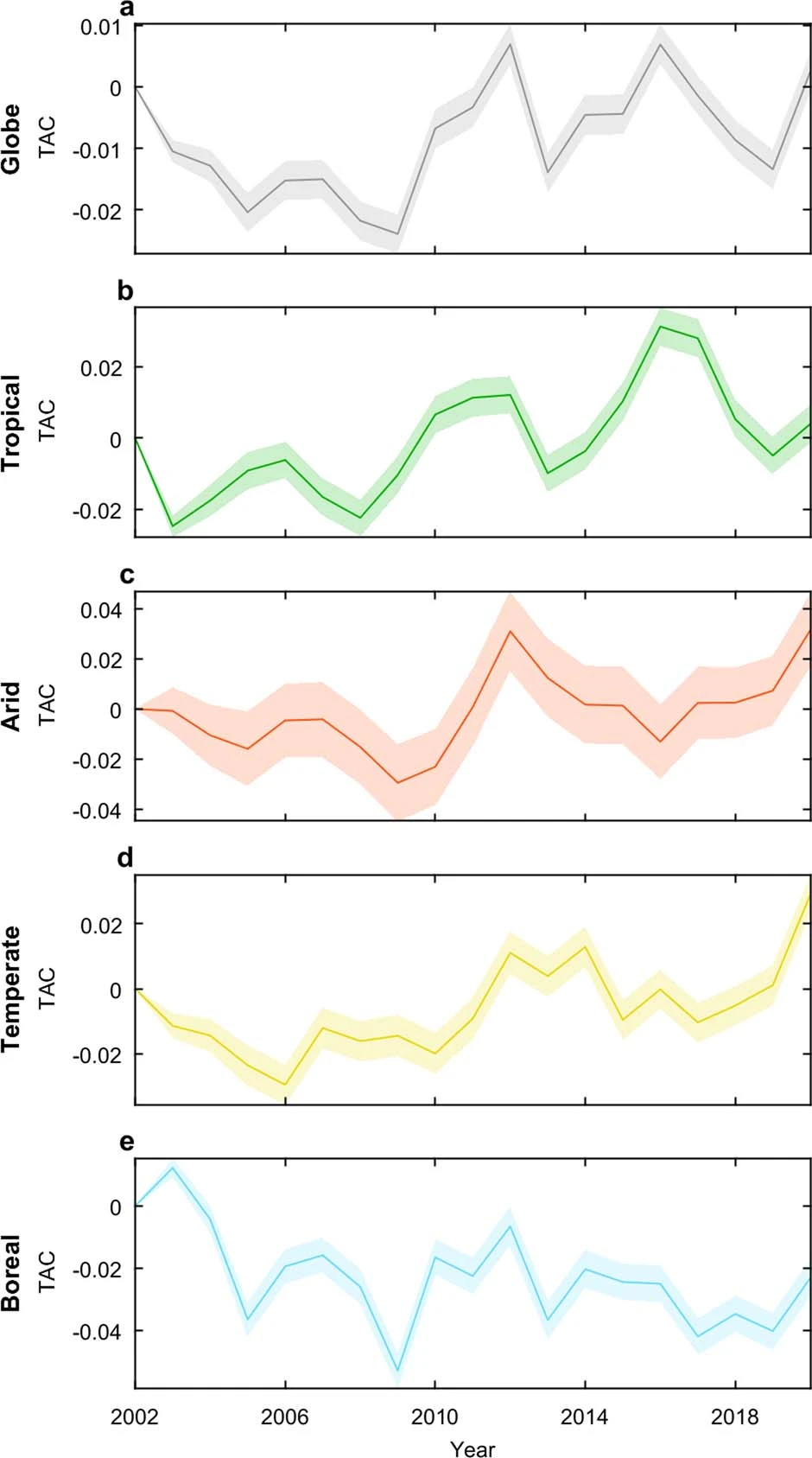
سیگنال‌های در حال پدیدار شدن کاهش تاب‌آوری جنگل همراه با تغییر آب‌وهوا